# Anthaxia rossica
Anthaxia rossica es una especie de escarabajo del género Anthaxia, familia Buprestidae. Fue descrita científicamente por Daniel en 1903.

## Distribución
Se distribuye por las ecozonas del Neártico, Neotrópico, región indomalaya, Paleártico y región afrotropical.